# John Hemingway
John Patrick Hemingway (19 agosto 1960) è uno scrittore statunitense.

## Biografia
Studiò storia e italiano alla U.C.L.A. e dopo la laurea si trasferì in Italia a Milano nel 1983, dove seguì il suo percorso di scrittore e di traduttore. I suoi articoli sono apparsi su alcuni giornali come l'Unità e Libero.
La sua raccolta di ricordi Una strana tribù. Memorie di famiglia (Strange Tribe: A Family Memoir)  esamina le similitudini e la complessa relazione fra suo padre Gregory Hemingway e suo nonno, Premio Nobel per la letteratura, Ernest Hemingway; nello specifico si focalizza sul problema di travestitismo del padre, del suo cambiamento di sesso e del suo legame con Ernest Hemingway. Nel libro rivela di aver avuto un'infanzia difficile: suo padre soffriva di psicosi maniaco-depressiva e sua mamma Alice Thomas è schizofrenica. Ha trascorso i suoi primi anni spostandosi da una casa all'altra e confrontandosi con la sua non-tradizionale famiglia. Uno dei problemi irrisolti per lui fu come l'immagine di suo padre, travestito e transessuale, potesse corrispondere con quella che ha il pubblico di suo nonno, un'icona cioè della mascolinità. Ciò che Hemingway ha scoperto è che entrambi gli uomini soffrirono di psicosi maniaco-depressive e furono anche affascinati dal loro lato androgino. Il mito del macho che circondava suo nonno, era in effetti solo la metà della storia.
Dopo aver lasciato l'Italia e aver trascorso un anno in Spagna, si trasferì con i suoi due figli a Montréal. Spesso torna in Italia per conferenze o occasioni di studio: il 31 ottobre 2007 è stato ospite della rassegna Bagliori d'autore a Perugia, dedicata a suo nonno Ernest, venerdì 7 novembre 2008 è stato ospite del Centro civico di Cassano d'Adda, per poi passare quale ospite d'onore, all'indomani, presso la rassegna "Golosaria 2008" a Milano. Ha partecipato come ospite d'onore il 18 ottobre 2014 all'inaugurazione del museo dedicato a Ernest Hemigway a Bassano del Grappa presso la villa Erizzo-Luca.

## Opere
- Louis Carrozzi, La mia grande avventura, versione italiana di John Hemingway, restauro testuale e coordinamento editoriale di Errico Centofanti, L'Aquila, Associazione culturale San Pietro della Ienca, 2006.
- John Hemingway, Una strana tribù. Memorie di famiglia (Strange Tribe), collana La camera del fuoco 9, traduzione di Maria Grazia Nicolosi, introduzione di Roberto Vitale, Cava de' Tirreni, Marlin, 2018, ISBN 978-88-6043-127-1.